# Cleistogenes hackelii
Cleistogenes hackelii là một loài thực vật có hoa trong họ Hòa thảo. Loài này được (Honda) Honda mô tả khoa học đầu tiên năm 1936.